# Phocylide de Milet
Ne doit pas être confondu avec Pseudo-Phocylide.
Phocylide de Milet (en grec ancien Φωκυλίδης) est un auteur de maximes grec du VIe siècle av. J.-C., plutôt qu’un poète élégiaque, né à Milet. Il nous reste de lui quelques sentences, puisées dans son expérience, mais qui doivent aussi beaucoup à Hésiode. Son style est sec mais non dénué d’élégance : 
« Une petite ville juchée sur un rocher, mais bien administrée,

vaut mieux qu’une Ninive frappée de folie. »
Platon cite Phocylide au Livre III de La République (407 a) : « Quand on dispose de quoi vivre, il faut s'exercer à la vertu. ». Aristote le cite au chapitre XI du livre IV de la Politique (1295 b 34), à propos de l’importance et de l’excellence de la classe moyenne : 
« La moyenne souvent a bien des avantages :

Je veux, dans la cité, être de la moyenne. »
Phocylide a suscité le plagiat de poètes bien postérieurs : ainsi, on a longtemps attribué à Phocylide un poème didactique en 230 hexamètres, intitulé Maximes de Phocylide, mais qui est en réalité apocryphe et fabriqué à l'époque hellénistique. 